# 保護貿易黨

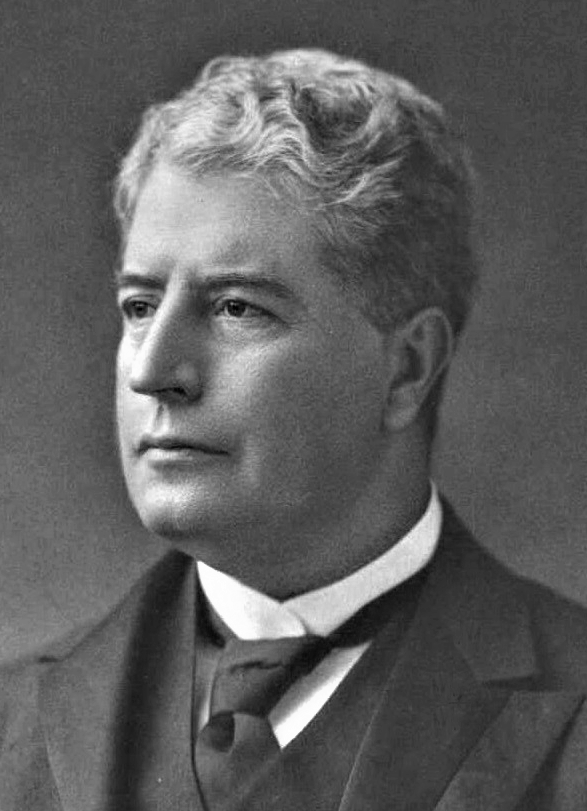
埃德蒙·巴頓

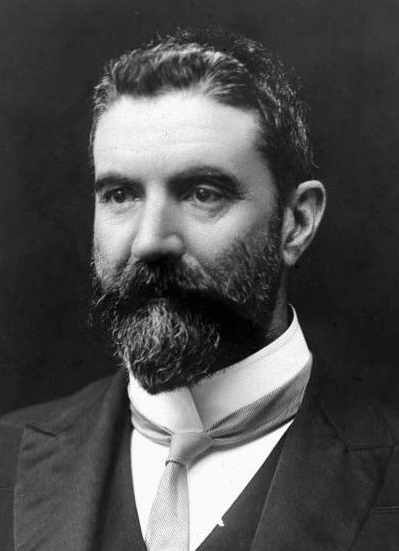
艾爾弗雷德·迪金

保護貿易黨（英語：Protectionist Party）是澳洲歷史上的政黨，是20世紀初年的兩大黨之一（另一大黨是自由貿易黨）。保護貿易黨全名“澳洲自由保護貿易主義協會”，於1887年成立，1909年解散，党员加入聯邦自由黨。
保護貿易黨主張徵收保護性關稅，認為這將允許澳大利亞工業發展並提供就業機會。它在維多利亞州和新南威爾士州的農村地區擁有最大的優勢。它最傑出的領導人是埃德蒙·巴頓和黨員艾爾弗雷德·迪金，他們是澳洲的第一任和第二任總理。該黨最初集中在新南威爾士州，最初以新南威爾士州為中心，其領導人是喬治·迪布斯和威廉·林恩。在聯邦成立之前，它主導了新南威爾士州的殖民政治。它首先參加了1887年的新南威爾士州選舉。
自由貿易與保護主義的爭論在19世紀后半葉的澳洲各英屬殖民地的最大政治議題，但在聯邦建立以後，由於新的聯邦關稅制度的建立失去存在意義，因此保護貿易黨在短暫維持與自由貿易黨、工黨三足鼎立的局面后嘗試重新定位為反社會主義政黨，但已無法維繫基本陣營，因此和原自由貿易黨合併，成爲以對抗工黨座位基本政治定位的聯邦自由黨。